# フォルケ・プダス
フォルケ・プダス（Folke Pudas、1930年6月2日 - 2008年7月28日）はスウェーデン人のタクシー運転手。息子のベンクトと共に裁判されずに運転免許を失い、セルゲルトーグで箱の中で三月間断食罷業を行った。